# Chilling Adventures of Sabrina (serial telewizyjny)

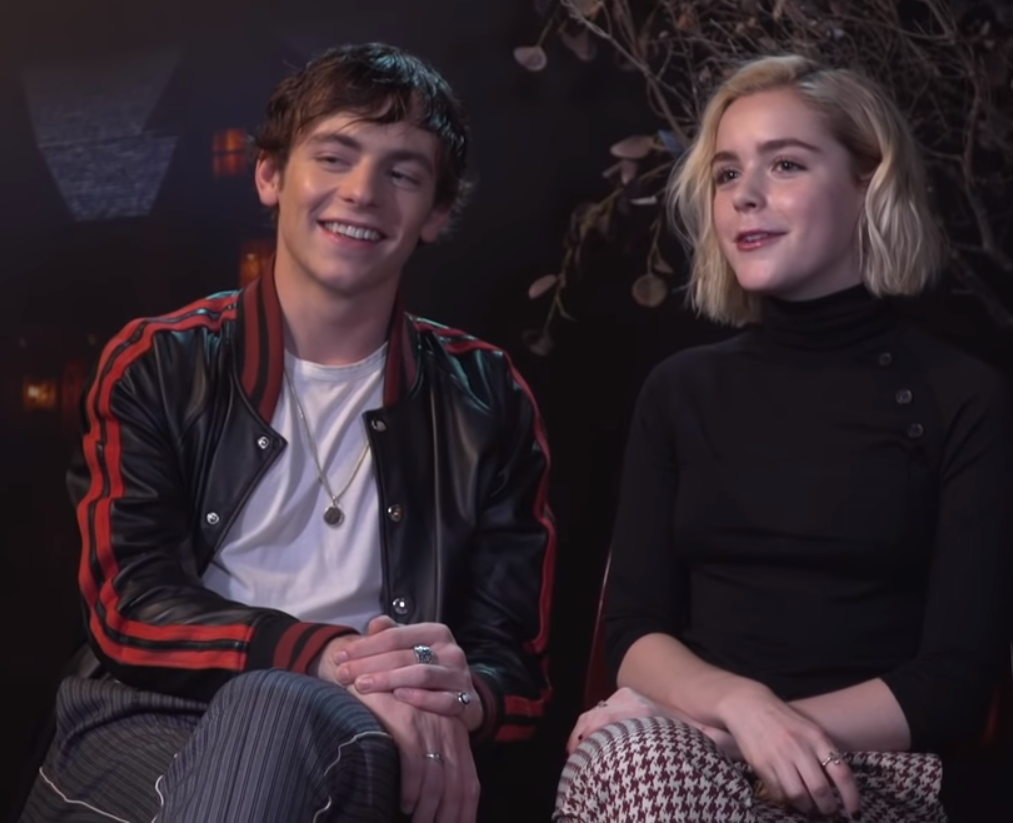
Ross Lynch i Kiernan Shipka

Chilling Adventures of Sabrina – amerykański serial (dramat, horror) wyprodukowany przez Warner Bros. Television, który jest luźną adaptacją komiksu o tym samym tytule wydawanego przez Archie Comics.
Wszystkie 10 odcinków pierwszej serii zostało udostępnionych 26 października 2018 roku na platformie Netflix.
Serial opowiada o przygodach Sabriny Spellman, nastoletniej czarownicy.

## Obsada

### Obsada główna
- Kiernan Shipka jako Sabrina Spellman[2]
- Gavin Leatherwood jako Nicholas Scratch
- Ross Lynch jako Harvey Kinkle[3]
- Lucy Davis jako Hilda Spellman[4]
- Chance Perdomo jako Ambrose Spellman[5]
- Michelle Gomez jako Mary Wardwell / Lilith[5]
- Jaz Sinclair jako Rosalind „Roz” Walker[6]
- Tati Gabrielle jako Prudence Night[7]
- Adeline Rudolph jako Agatha[7]
- Richard Coyle jako ojciec Faustus Blackwood[8]
- Miranda Otto jako Zelda Spellman[9]

### Obsada drugoplanowa
- Abigail Cowen jako Dorcas[7]
- Bronson Pinchot jako George Hawthorne[10]
- Sarah-Jane Redmond jako Mrs. Kemper
- Lachlan Watson jako Susie/Theo Putnam
- Peter Bundic jako Carl Tapper
- Annette Reilly jako Diana Spellman
- Ty Wood jako Billy Marlin
- Adrian Hough jako farmer Putnam
- Justin Dobies jako Tommy Kinkle[11]
- Darren Mann jako Luke Chalfant
- Chris Rosamond jako pan Kinkle
- Alvina August jako lady Constance Blackwood
- Anastasia Bandey jako Dorothea Putnam
- Jedidiah Goodacre jako Dorian Gray
- Alexis Denisof jako Adam Marsters
- Whitney Peak jako Judith Blackwood

### Gościnne występy
- Kurt Max Runte jako pan Kemper
- Georgie Daburas jako Edward Spellman
- Jason Beaudoin jako Jessie Putnam
- Alessandro Juliani jako dr Cerberus
- L. Scott Caldwell jako Nana Ruth Walker
- Michael Hogan jako dziadek Kinkle
- Brian Markinson jako pan Bartel
- Heather Doerksen jako Gryla
- Luke Cook jako Mroczny Pan
- Xantha Radley jako Pani Meeks
- BJ Harrison jako Bibliotekarka
- Reese Alexander jako Thomas Walker
- Megan Leitch jako Batibat
- Rochelle Greenwood jako Shirley Jackson

## Wersja polska
- Magda Kusa – Sabrina Spellman
- Karol Jankiewicz – Harvey Kinkle
- Lidia Sadowa – Hildegara „Hilda” Antoinette Spellman
- Otar Saralidze – Ambrose Spellman
- Izabella Bukowska-Chądzyńska – Mary Wardell / Madam Szatan
- Magdalena Wasylik – Rosalind „Roz” Walker
- Joanna Kudelska – Prudence Night
- Aleksandra Radwan – Agatha
- Piotr Grabowski – Faustus Blackwood
- Agata Gawrońska-Bauman – Zelda Fiona Spellman
- Natalia Jankiewicz – Dorcas
- Marta Dylewska – Susie Putnam / Theo Putnam
- Przemysław Wyszyński – Nicholas Scratch

## Przegląd sezonów
| Część | Część | Odcinki | Data opublikowania / | Data opublikowania / | Data opublikowania / |
| Część | Część | Odcinki | Premiera             | Finał                | Odcinek specjalny    |
| ----- | ----- | ------- | -------------------- | -------------------- | -------------------- |
|       | 1     | 10 + 1  | 26 października 2018 | 26 października 2018 | 14 grudnia 2018      |
|       | 2     | 9       | 5 kwietnia 2019      | 5 kwietnia 2019      | –                    |
|       | 3     | 8       | 24 stycznia 2020     | 24 stycznia 2020     | –                    |
|       | 4     | 8       | 31 grudnia 2020      | 31 grudnia 2020      | –                    |

## Lista odcinków

### Część 1: 2018
| Nr | #  | Tytuł                                        | Polski tytuł                          | Reżyseria              | Scenariusz                           | Premiera / (Netflix) |
| -- | -- | -------------------------------------------- | ------------------------------------- | ---------------------- | ------------------------------------ | -------------------- |
| 1  | 1  | Chapter One: October Country                 | Rozdział 1: Październikowe miasteczko | Lee Toland Krieger     | Roberto Aguirre-Sacasa               | 26 października 2018 |
| 2  | 2  | Chapter Two: The Dark Baptism                | Rozdział 2: Czarny chrzest            | Lee Toland Krieger     | Roberto Aguirre-Sacasa               | 26 października 2018 |
| 3  | 3  | Chapter Three: The Trial of Sabrina Spellman | Rozdział 3: Sąd nad Sabriną Spellman  | Rob Seidenglanz        | Ross Maxwell                         | 26 października 2018 |
| 4  | 4  | Chapter Four: Witch Academy                  | Rozdział 4: Akademia Czarownic        | Rob Seidenglanz        | Donna Thorland                       | 26 października 2018 |
| 5  | 5  | Chapter Five: Dreams in a Witch House        | Rozdział 5: Sny w domu wiedźmy        | Maggie Kiley           | Matthew Barry                        | 26 października 2018 |
| 6  | 6  | Chapter Six: An Exorcism in Greendale        | Rozdział 6: Egzorcyzmy w Greendale    | Rachel Talalay         | Joshua Conkel, MJ Kaufman            | 26 października 2018 |
| 7  | 7  | Chapter Seven: Feast of Feasts               | Rozdział 7: Uczta nad Ucztami         | Viet Nguyen            | Oanh Ly                              | 26 października 2018 |
| 8  | 8  | Chapter Eight: The Burial                    | Rozdział 8: Pogrzeb                   | Maggie Kiley           | Lindsay Calhoon, Christianne Hedtke  | 26 października 2018 |
| 9  | 9  | Chapter Nine: The Returned Man               | Rozdział 9: Przywrócony               | Craig William Macneill | Axelle Carolyn, Christina Ham        | 26 października 2018 |
| 10 | 10 | Chapter Ten: The Witching Hour               | Rozdział 10: Godzina czarownic        | Rob Seidenglanz        | Roberto Aguirre-Sacasa, Ross Maxwell | 26 października 2018 |

### Odcinek specjalny: 2018
| Nr | #  | Tytuł                              | Polski tytuł                 | Reżyseria      | Scenariusz                             | Premiera / (Netflix) |
| -- | -- | ---------------------------------- | ---------------------------- | -------------- | -------------------------------------- | -------------------- |
| 11 | S1 | Chapter Eleven: A Midwinter’s Tale | Rozdział 11: Zimowa opowieść | Jeff Woolnough | Roberto Aguirre-Sacasa, Donna Thorland | 14 grudnia 2018      |

### Część 2: 2019
| Nr | # | Tytuł                                              | Polski tytuł                                 | Reżyseria                  | Scenariusz                                | Premiera / (Netflix) |
| -- | - | -------------------------------------------------- | -------------------------------------------- | -------------------------- | ----------------------------------------- | -------------------- |
| 12 | 1 | Chapter Twelve: The Epiphany                       | Rozdział 12: Trzech Króli                    | Kevin Sullivan             | Roberto Aguirre-Sacasa                    | 5 kwietnia 2019      |
| 13 | 2 | Chapter Thirteen: The Passion of Sabrina Spellman  | Rozdział 13: Męka Sabriny Spellman           | Michael Goi                | MJ Kaufman, Christina Ham                 | 5 kwietnia 2019      |
| 14 | 3 | Chapter Fourteen: Lupercalia                       | Rozdział 14: Luperkalia                      | Salli Richardson-Whitfield | Oanh Ly                                   | 5 kwietnia 2019      |
| 15 | 4 | Chapter Fifteen: Doctor Cerberus's House of Horror | Rozdział 15: Gabinet grozy doktora Cerberusa | Alex Garcia Lopez          | Ross Maxwell                              | 5 kwietnia 2019      |
| 16 | 5 | Chapter Sixteen: Blackwood                         | Rozdział 16: Blackwood                       | Alex Pillai                | Matthew Barry                             | 5 kwietnia 2019      |
| 17 | 6 | Chapter Seventeen: The Missionaries                | Rozdział 17: Misjonarze                      | Rob Seidenglanz            | Donna Thorland                            | 5 kwietnia 2019      |
| 18 | 7 | Chapter Eighteen: The Miracles of Sabrina Spellman | Rozdział 18: Cuda Sabriny Spellman           | Antonio Negret             | Christianne Hedtke, Lindsay Calhoon Bring | 5 kwietnia 2019      |
| 19 | 8 | Chapter Nineteen: The Mandrake                     | Rozdział 19: Mandragora                      | Kevin Sullivan             | Joshua Conkel                             | 5 kwietnia 2019      |
| 20 | 9 | Chapter Twenty: The Mephisto Waltz                 | Rozdział 20: Walc z Mefistofelesem           | Rob Seidenglanz            | Roberto Aguirre-Sacasa                    | 5 kwietnia 2019      |

### Część 3: 2020
| Nr | # | Tytuł                                    | Polski tytuł                           | Reżyseria              | Scenariusz                          | Premiera / (Netflix) |
| -- | - | ---------------------------------------- | -------------------------------------- | ---------------------- | ----------------------------------- | -------------------- |
| 21 | 1 | Chapter Twenty-One: The Hellbound Heart  | Rozdział 21: Gdzie mieszka moje serce? | Rob Seidenglanz        | Roberto Aguirre-Sacasa              | 24 stycznia 2020     |
| 22 | 2 | Chapter Twenty-Two: Drag Me to Hell      | Rozdział 22: Zaciągnij mnie do piekła  | Alex Pillai            | Ross Maxwell                        | 24 stycznia 2020     |
| 23 | 3 | Chapter Twenty-Three: Heavy Is the Crown | Rozdział 23: Ciężar korony             | Rob Seidenglanz        | Oanh Ly                             | 24 stycznia 2020     |
| 24 | 4 | Chapter Twenty-Four: The Hare Moon       | Rozdział 24: Zajęcza Pełnia            | Viet Nguyen            | Donna Thorland                      | 24 stycznia 2020     |
| 25 | 5 | Chapter Twenty-Five: The Devil Within    | Rozdział 25: Diabelskie sztuczki       | Roxanne Benjamin       | Matthew Barry                       | 24 stycznia 2020     |
| 26 | 6 | Chapter Twenty-Six: All of Them Witches  | Rozdział 26: Same wiedźmy              | Michael Goi            | Joshua Conkel                       | 24 stycznia 2020     |
| 27 | 7 | Chapter Twenty-Seven: The Judas Kiss     | Rozdział 27: Pocałunek Judasza         | Craig William Macneill | Lindsay Calhoon Bring               | 24 stycznia 2020     |
| 28 | 8 | Chapter Twenty-Eight: Sabrina Is Legend  | Rozdział 28: Sabrina jest legendą      | Rob Seidenglanz        | Roberto Aguirre-Sacasa, Daniel King | 24 stycznia 2020     |

### Część 4: 2020
| Nr | # | Tytuł                                           | Polski tytuł                         | Reżyseria | Scenariusz | Premiera / (Netflix) |
| -- | - | ----------------------------------------------- | ------------------------------------ | --------- | ---------- | -------------------- |
| 29 | 1 | Chapter Twenty-Nine: The Eldritch Dark          | Rozdział 29: Pradawna Ciemność       | -         | -          | 31 grudnia 2020      |
| 30 | 2 | Chapter Thirty: The Uninvited                   | Rozdział 30: Niezaproszony           | -         | -          | 31 grudnia 2020      |
| 31 | 3 | Chapter Thirty-One: The Weird                   | Rozdział 31: Upiorny                 | -         | -          | 31 grudnia 2020      |
| 32 | 4 | Chapter Thirty-Two: The Imp of the Perverse     | Rozdział 32: Czart Wypaczenia        | -         | -          | 31 grudnia 2020      |
| 33 | 5 | Chapter Thirty-Three: Deus Ex Machina           | Rozdział 33: Deus Ex Machina         | -         | -          | 31 grudnia 2020      |
| 34 | 6 | Chapter Thirty-Four: The Returned               | Rozdział 34: Powracający z zaświatów | -         | -          | 31 grudnia 2020      |
| 35 | 7 | Chapter Thirty-Five: The Endless                | Rozdział 35: Nieskończony            | -         | -          | 31 grudnia 2020      |
| 36 | 8 | Chapter Thirty-Six: At the Mountains of Madness | Rozdział 36: W Górach Szaleństwa     | -         | -          | 31 grudnia 2020      |

## Produkcja
6 grudnia 2017 roku platforma Netflix zamówiła pierwszy sezon serialu opartego na komiksie Chilling Adventures of Sabrina wydawanego przez Archie Horror – imprintu wydawnictwa Archie Comics. Serię rozdzielono na dwie części - pierwsza liczy dziesięć odcinków, a druga - dziewięć. Jedenastym odcinkiem pierwszej części jest świąteczny epizod specjalny o tytule Zimowa opowieść.
Na początku stycznia 2018 roku ogłoszono, że tytułową rolę zagra Kiernan Shipka, a w kolejnym miesiącu poinformowano, że Jaz Sinclair, Chance Perdomo, Michelle Gomez, Lucy Davis, Miranda Otto i Richard Coyle dołączyli do obsady.
W marcu 2018 roku ogłoszono, że w serialu zagrają również: Bronson Pinchot, Ross Lynch, Tati Gabrielle, Abigail Cowen oraz Adeline Rudolph, a z kolei w maju 2018 poinformowano, że Justin Dobies otrzymał rolę jako Tommy Kinkle.
Dnia 18 grudnia 2018 platforma Netflix zamówiła trzecią i czwartą część serialu, o łącznej ilości 16 odcinków. W połowie 2020 roku – 8 lipca – Netflix anulował serię, tym samym kończąc ją na 4 częściach. 